# 1000 km Nürburgringa 1987
1000 km Nürburgringa 1987 je bila osma dirka Svetovnega prvenstva športnih dirkalnikov v sezoni 1987. Odvijala se je 30. avgusta 1987 na dirkališču Nürburgring.

## Rezultati
| Poz    | Razred | Št  | Moštvo                                   | Dirkači                                             | Šasija                             | Gume | Krogi |
| Poz    | Razred | Št  | Moštvo                                   | Dirkači                                             | Motor                              | Gume | Krogi |
| ------ | ------ | --- | ---------------------------------------- | --------------------------------------------------- | ---------------------------------- | ---- | ----- |
| 1      | C1     | 4   | Silk Cut Jaguar                          | John Nielsen Raul Boesel                            | Jaguar XJR-8                       | D    | 221   |
| 1      | C1     | 4   | Silk Cut Jaguar                          | John Nielsen Raul Boesel                            | Jaguar 7.0L V12                    | D    | 221   |
| 2      | C1     | 7   | Joest Racing                             | Hans-Joachim Stuck Derek Bell                       | Porsche 962C                       | G    | 218   |
| 2      | C1     | 7   | Joest Racing                             | Hans-Joachim Stuck Derek Bell                       | Porsche Type-935 3.0L Turbo Flat-6 | G    | 218   |
| 3      | C1     | 2   | Brun Motorsport                          | Jochen Mass Oscar Larrauri                          | Porsche 962C                       | M    | 216   |
| 3      | C1     | 2   | Brun Motorsport                          | Jochen Mass Oscar Larrauri                          | Porsche Type-935 3.0L Turbo Flat-6 | M    | 216   |
| 4      | C1     | 8   | Joest Racing                             | Frank Jelinski "John Winter" Stanley Dickens        | Porsche 962C                       | G    | 212   |
| 4      | C1     | 8   | Joest Racing                             | Frank Jelinski "John Winter" Stanley Dickens        | Porsche Type-935 2.8L Turbo Flat-6 | G    | 212   |
| 5      | C1     | 15  | Britten – Lloyd Racing                   | Mauro Baldi Jonathan Palmer                         | Porsche 962C GTi                   | G    | 211   |
| 5      | C1     | 15  | Britten – Lloyd Racing                   | Mauro Baldi Jonathan Palmer                         | Porsche Type-935 2.8L Turbo Flat-6 | G    | 211   |
| 6      | C1     | 3   | Brun Motorsport                          | Hans-Peter Kaufmann Franz Hunkeler Jésus Pareja     | Porsche 962C                       | M    | 208   |
| 6      | C1     | 3   | Brun Motorsport                          | Hans-Peter Kaufmann Franz Hunkeler Jésus Pareja     | Porsche Type-935 2.8L Turbo Flat-6 | M    | 208   |
| 7      | C1     | 72  | Primagaz Competition                     | Cathy Muller Jürgen Lässig Bernard de Dryver        | Porsche 962C                       | G    | 208   |
| 7      | C1     | 72  | Primagaz Competition                     | Cathy Muller Jürgen Lässig Bernard de Dryver        | Porsche Type-935 2.8L Turbo Flat-6 | G    | 208   |
| 8      | C1     | 31  | Dauer Racing                             | Jochen Dauer Harald Grohs                           | Porsche 962C                       | ?    | 207   |
| 8      | C1     | 31  | Dauer Racing                             | Jochen Dauer Harald Grohs                           | Porsche Type-935 2.8L Turbo Flat-6 | ?    | 207   |
| 9      | C2     | 121 | Cosmic GP Motorsport                     | Costas Los Dudley Wood                              | Tiga GC287                         | G    | 198   |
| 9      | C2     | 121 | Cosmic GP Motorsport                     | Costas Los Dudley Wood                              | Ford Cosworth DFL 3.3L V8          | G    | 198   |
| 10     | C2     | 106 | Kelmar Racing                            | Vito Veninata Ranieri Randaccio Pasquale Barberio   | Tiga GC85                          | A    | 198   |
| 10     | C2     | 106 | Kelmar Racing                            | Vito Veninata Ranieri Randaccio Pasquale Barberio   | Ford Cosworth DFL 3.3L V8          | A    | 198   |
| 11     | C2     | 101 | Ecurie Ecosse                            | Win Percy Mike Wilds                                | Ecosse C286                        | A    | 197   |
| 11     | C2     | 101 | Ecurie Ecosse                            | Win Percy Mike Wilds                                | Ford Cosworth DFL 3.3L V8          | A    | 197   |
| 12     | C1     | 1   | Brun Motorsport                          | Walter Brun Uwe Schäfer                             | Porsche 962C                       | M    | 191   |
| 12     | C1     | 1   | Brun Motorsport                          | Walter Brun Uwe Schäfer                             | Porsche Type-935 2.8L Turbo Flat-6 | M    | 191   |
| 13     | C2     | 104 | URD Junior Team                          | Rudi Seher Hellmut Mundas                           | URD C81                            | A    | 186   |
| 13     | C2     | 104 | URD Junior Team                          | Rudi Seher Hellmut Mundas                           | BMW M88 3.5L I6                    | A    | 186   |
| 14     | C1     | 10  | Porsche Kremer Racing                    | Volker Weidler Kris Nissen                          | Porsche 962C                       | Y    | 183   |
| 14     | C1     | 10  | Porsche Kremer Racing                    | Volker Weidler Kris Nissen                          | Porsche Type-935 2.8L Turbo Flat-6 | Y    | 183   |
| 15     | C2     | 198 | Roy Baker Promotion                      | David Andrews Chris Ashmore Max Cohen-Olivar        | Tiga GC286                         | A    | 182   |
| 15     | C2     | 198 | Roy Baker Promotion                      | David Andrews Chris Ashmore Max Cohen-Olivar        | Ford Cosworth DFL 3.3L V8          | A    | 182   |
| 16     | C2     | 127 | Chamberlain Engineering                  | Nick Adams Bob Juggins                              | Spice SE86C                        | A    | 170   |
| 16     | C2     | 127 | Chamberlain Engineering                  | Nick Adams Bob Juggins                              | Hart 418T 1.8L Turbo I4            | A    | 170   |
| 17 NC  | C2     | 114 | Team Tiga Ford Denmark                   | Thorkild Thyrring Peter Elgaard                     | Tiga GC287                         | A    | 149   |
| 17 NC  | C2     | 114 | Team Tiga Ford Denmark                   | Thorkild Thyrring Peter Elgaard                     | Ford Cosworth BDT-E 2.3L Turbo I4  | A    | 149   |
| 18 NC  | C2     | 118 | Olindo Iacobelli Chamberlain Engineering | Olindo Iacobelli Jean-Louis Ricci Georges Tessier   | Spice SE86C                        | A    | 141   |
| 18 NC  | C2     | 118 | Olindo Iacobelli Chamberlain Engineering | Olindo Iacobelli Jean-Louis Ricci Georges Tessier   | Ford DFL 3.3L V8                   | A    | 141   |
| 19 NC  | C2     | 123 | Charles Ivey Racing                      | John Sheldon Philippe de Henning                    | Tiga GC287                         | A    | 116   |
| 19 NC  | C2     | 123 | Charles Ivey Racing                      | John Sheldon Philippe de Henning                    | Porsche Type-935 2.6L Turbo Flat-6 | A    | 116   |
| 20 DSQ | C2     | 111 | Spice Engineering                        | Fermín Vélez Gordon Spice                           | Spice SE86C                        | A    | 200   |
| 20 DSQ | C2     | 111 | Spice Engineering                        | Fermín Vélez Gordon Spice                           | Ford Cosworth DFL 3.3L V8          | A    | 200   |
| 21 DNF | C2     | 102 | Ecurie Ecosse                            | Ray Mallock David Leslie                            | Ecosse C286                        | A    | 194   |
| 21 DNF | C2     | 102 | Ecurie Ecosse                            | Ray Mallock David Leslie                            | Ford Cosworth DFL 3.3L V8          | A    | 194   |
| 22 DNF | C1     | 61  | Kouros Racing Team                       | Mike Thackwell Johnny Dumfries Henri Pescarolo      | Sauber C9                          | M    | 138   |
| 22 DNF | C1     | 61  | Kouros Racing Team                       | Mike Thackwell Johnny Dumfries Henri Pescarolo      | Mercedes-Benz M117 5.0L Turbo V8   | M    | 138   |
| 23 DNF | C1     | 42  | Noël del Bello                           | Jean-Pierre Jaussaud Noël del Bello Lucien Rossiaud | Sauber C8                          | G    | 137   |
| 23 DNF | C1     | 42  | Noël del Bello                           | Jean-Pierre Jaussaud Noël del Bello Lucien Rossiaud | Mercedes-Benz M117 5.0L Turbo V8   | G    | 137   |
| 24 DNF | C1     | 9   | Joest Racing                             | Klaus Ludwig Bob Wollek                             | Porsche 962C                       | G    | 117   |
| 24 DNF | C1     | 9   | Joest Racing                             | Klaus Ludwig Bob Wollek                             | Porsche Type-935 2.8L Turbo Flat-6 | G    | 117   |
| 25 DNF | C2     | 117 | Team Lucky Strike Schanche               | Will Hoy Martin Schanche                            | Argo JM19B                         | A    | 86    |
| 25 DNF | C2     | 117 | Team Lucky Strike Schanche               | Will Hoy Martin Schanche                            | Zakspeed 1.9L Turbo I4             | A    | 86    |
| 26 DNF | C2     | 177 | Automobiles Louis Descartes              | Gérard Tremblay Dominique Lacaud Louis Descartes    | ALD 03                             | A    | 29    |
| 26 DNF | C2     | 177 | Automobiles Louis Descartes              | Gérard Tremblay Dominique Lacaud Louis Descartes    | BMW M88 3.5L V8                    | A    | 29    |
| 27 DNF | C1     | 5   | Silk Cut Jaguar                          | Jan Lammers John Watson                             | Jaguar XJR-8                       | D    | 28    |
| 27 DNF | C1     | 5   | Silk Cut Jaguar                          | Jan Lammers John Watson                             | Jaguar 7.0L V12                    | D    | 28    |
| 28 DNF | C2     | 200 | Dahm Cars Racing Team                    | Peter Fritsch Deiter Heinzelmann Kenneth Leim       | Argo JM19                          | G    | 11    |
| 28 DNF | C2     | 200 | Dahm Cars Racing Team                    | Peter Fritsch Deiter Heinzelmann Kenneth Leim       | Porsche Type-930 3.2L Turbo Flat-6 | G    | 11    |
| 29 DNF | C1     | 20  | Tiga Team                                | Tim Lee-Davey Evan Clements                         | Tiga GC87                          | D    | 9     |
| 29 DNF | C1     | 20  | Tiga Team                                | Tim Lee-Davey Evan Clements                         | Ford Cosworth DFL 3.3L Turbo V8    | D    | 9     |
| DNS    | C1     | 62  | Kouros Racing Team                       | Johnny Dumfries Manuel Reuter                       | Sauber C9                          | M    | -     |
| DNS    | C1     | 62  | Kouros Racing Team                       | Johnny Dumfries Manuel Reuter                       | Mercedes-Benz M117 5.0L Turbo V8   | M    | -     |
| DNS    | C2     | 178 | Automobiles Louis Descartes              | Bruno Sotty Gérard Tremblay                         | ALD 02                             | A    | -     |
| DNS    | C2     | 178 | Automobiles Louis Descartes              | Bruno Sotty Gérard Tremblay                         | BMW M88 3.5L V8                    | A    | -     |
| DNS    | C2     | 188 | Ark Racing                               | Lawrie Hickman Max Payne                            | Ceekar 83J                         | ?    | -     |
| DNS    | C2     | 188 | Ark Racing                               | Lawrie Hickman Max Payne                            | Ford Cosworth DFV 3.0L V8          | ?    | -     |

## Statistika
- Najboljši štartni položaj - #15 Britten – Lloyd Racing - 1:25.430
- Najhitrejši krog - #9 Joest Racing - 1:29.510
- Povprečna hitrost - 182.675 km/h